# Gutmannshöhle
Die Gutmannshöhle (lettisch Gūtmaņa ala) ist eine Höhle im Gebiet der lettischen Stadt Sigulda am Rande des 1974 gegründeten Gauja-Nationalparks.

## Beschreibung
Die Gutmannshöhle befindet sich unweit der Burg Turaida am Ufer der Gauja. Die Gauja war während der letzten Eiszeit rund 15 Meter höher geflossen, sodass Höhlen im weichen Sandstein ausgewaschen wurden.
Das Tal der Gauja entstand zum Ende der letzten Eiszeit. Der Fluss formte in dem hügeligen, von rotgelbem Buntsandstein geprägten Gelände ein im Baltikum einzigartiges Erosionstal mit kleinen Höhlen, Grotten und überhängenden Felspartien. Mit bis zu 85 Meter hohen Felswänden und lichten Wäldern ist der Bereich der Gutmannshöhle und der unmittelbar südlich folgenden Victorhöhle von beeindruckender landschaftlicher Schönheit.
Die mit einem etwa 10 Meter hohen „Mundloch“ im Gelände stets auffällige Höhle ist seit Jahrhunderten Ziel von Besuchern, sie diente als Notquartier und Jagdlager, inzwischen wird sie als eine Touristenattraktion im Nationalpark angepriesen.
Am Eingang und im Inneren der Höhle, zum Teil an unzugänglichen Stellen, sind zahllose Zirkel und Wappen von Studentenverbindungen eingekratzt. Sie stammen aus den 100 Jahren von 1840 bis 1940; viele Zahlen sind trotz der Verwitterung noch gut lesbar.

## Legenden

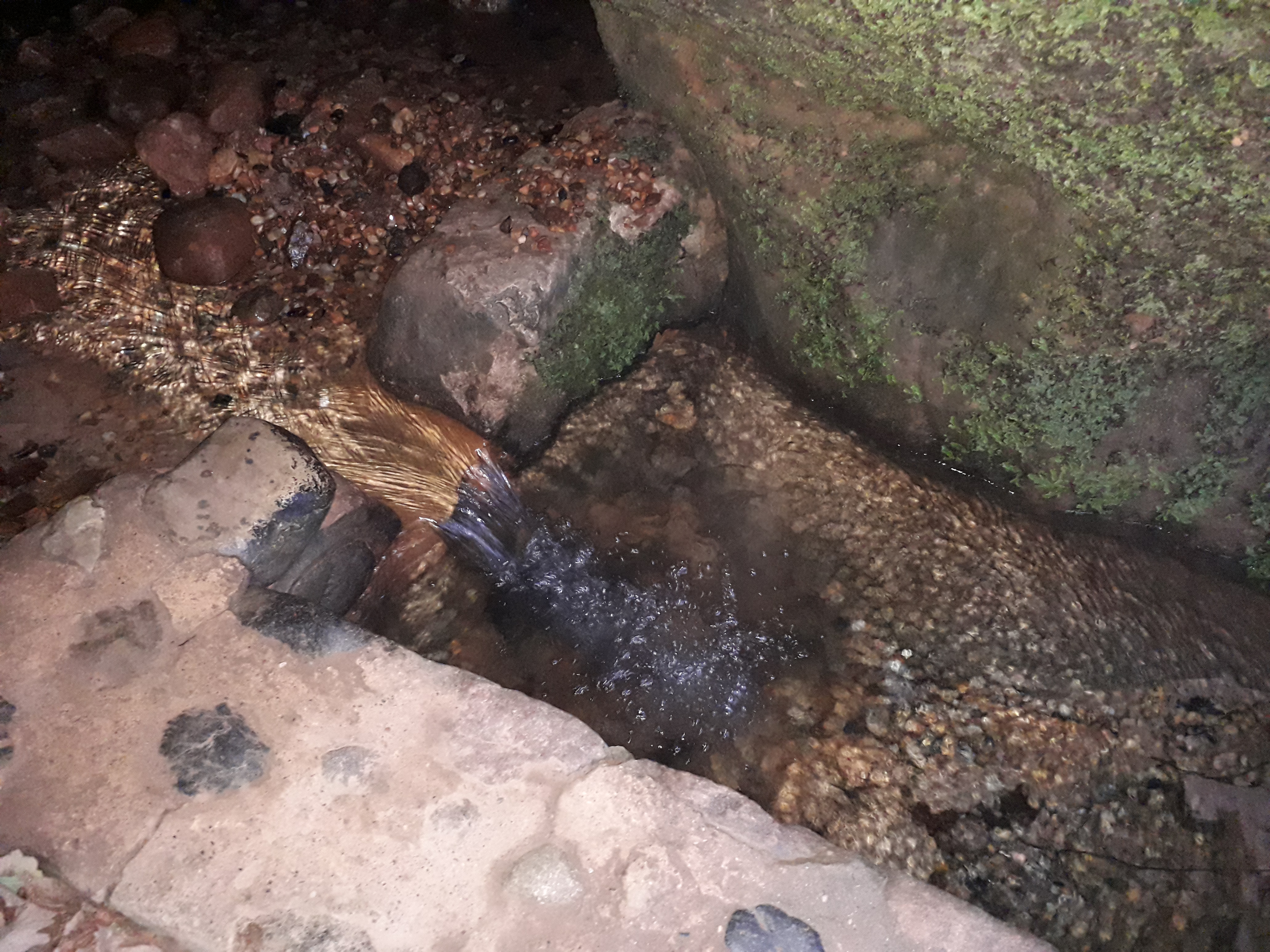
Quelle

- Die Rose von Turaida, eine Sage aus dem 17. Jahrhundert, verhalf der Gutmannshöhle in Lettland zu landesweiter Berühmtheit. In dieser Höhle wählte Maija – die tragische Hauptfigur dieser Sage – den Tod als einzigen Ausweg, um ihre Ehre zu retten. Schon vor über zweihundert Jahren begannen Liebespaare zu dieser Stätte zu „wallfahren“ und hinterließen in den Sandsteinwänden der Höhle unzählige Merkzeichen und Initialen.
- In der Höhle entspringt eine Quelle, der Heilkräfte zugesprochen werden: man trinkt von dem Wasser, damit die Liebe und die Treue in der Ehe ewig dauert, junge Mädchen waschen damit das Gesicht, um für immer jung und schön zu bleiben.

## Literatur

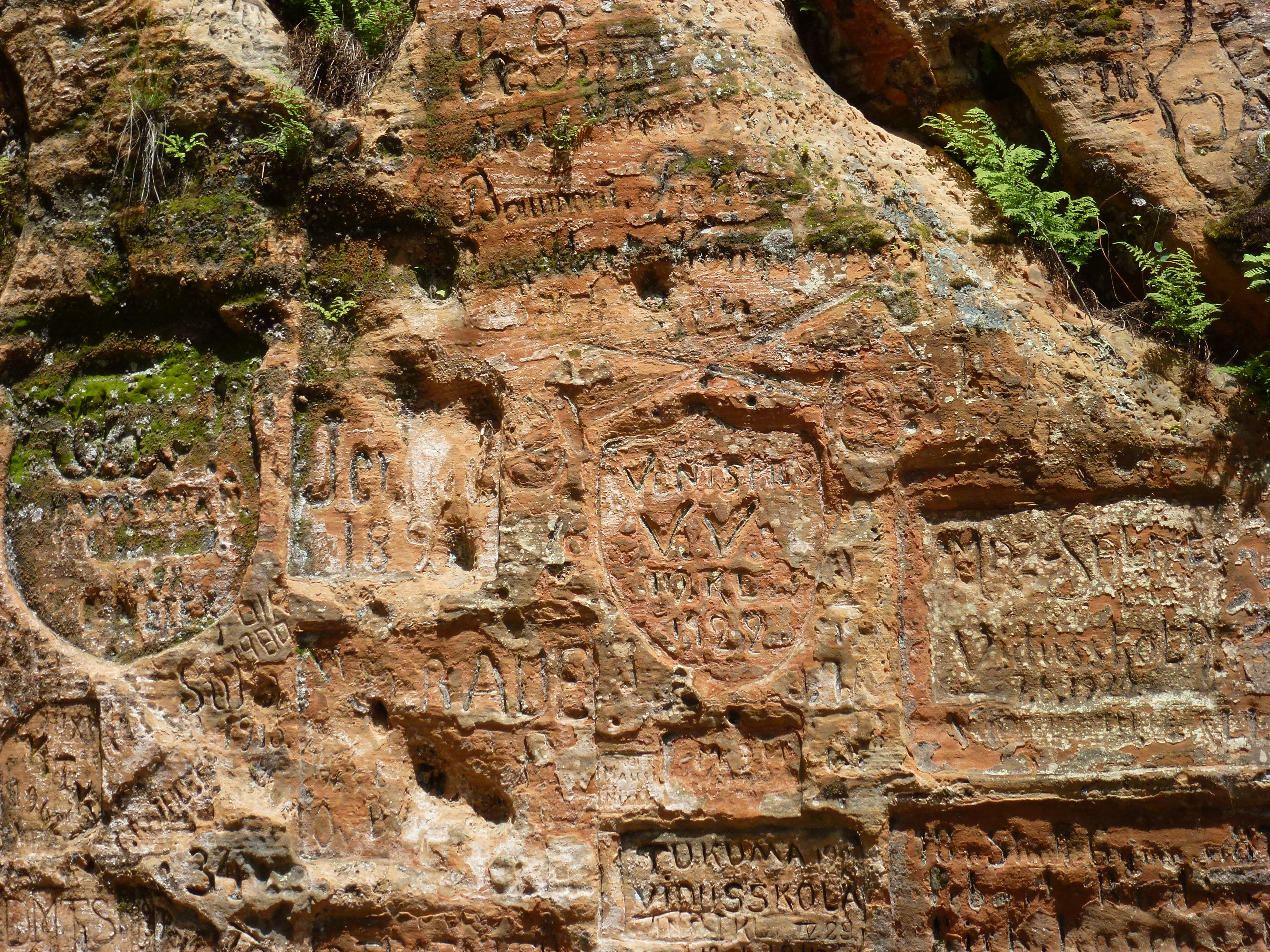
Wappen und Zirkel